# 山口昇 (軍事評論家)
山口 昇（やまぐち のぼる、1951年〈昭和26年〉 - ）は、日本の陸上自衛官、研究者、軍事評論家。最終階級は陸将。国際大学国際関係学研究科教授。タフツ大学フレッチャー・スクール修士。元ハーバード大学ジョン・M・オーリン戦略研究所国家安全保障客員フェロー。三重県出身。

## 経歴

### 自衛官時代
1974年、防衛大学校卒業。第18期。同期に火箱芳文、杉本正彦など。
同年、陸上自衛隊航空科部隊配属。1983年、陸上自衛隊幹部学校指揮幕僚課程修了。1988年フレッチャー・スクール修了、同修士号取得。1991年、ハーバード大学ジョン・M・オーリン戦略研究所客員研究員。
外務省北米局日米安全保障条約課出向、統合幕僚会議事務局軍備管理・軍縮班長、第11師団司令部第3部長(作戦担当)、陸上幕僚監部防衛調整官を経て、1999年から2001年まで外務省在アメリカ合衆国日本国大使館首席防衛駐在官（外務事務官・在米国日本大使館付参事官（国防・陸軍担当））。
2001年から陸上自衛隊航空学校副校長、2002年から陸上自衛隊研究本部総合研究部長、2005年から防衛研究所副所長を務めたのち、2006年から第4代陸上自衛隊研究本部長として勤務し、2008年12月退官。

### 研究者として
2009年から防衛大学校教授。在職時より、米政府・軍の高官らと緊密なネットワークを構築。また、研究本部の創設・運営にも尽力。自らも「軍人スカラー（軍人学者、warrior scholar）」などと自称し、現職時代から多くの雑誌やカンファレンス等に寄稿し、制服組を代表する論客である。
防衛大学校教授、同校防衛学教育学群安全保障・危機管理教育センター長として日米同盟、軍事史の教育を行う一方、論壇でも活動している。
2011年3月14日に発生した東日本大震災に際し、9月まで危機管理・復興問題担当の内閣官房参与を務めた。東京財団上席研究員も歴任。
2015年10月 - 現在 国際大学国際関係学研究科教授
2017年7月、外務省「核軍縮の実質的な進展のための賢人会議」委員に就任。
2022年、瑞宝中綬章受章。

## 著作

### 監修
- ルパート・スミス『軍事力の効用――新時代「戦争論」』（佐藤友紀訳、原書房、2014年）
- チャック・ウィルズ『図解 世界の武器の歴史 石斧から自動火器まで』（堀口容子訳、グラフィック社、2015年）